# Eparchia di Pathanamthitta
L'eparchia di Pathanamthitta (in latino: Eparchia Pathanamthittensis) è una sede della Chiesa cattolica siro-malankarese in India suffraganea dell'arcieparchia di Trivandrum. Nel 2021 contava 41.000 battezzati su 1.361.500 persone. È retta dall'eparca Samuel Mar Irenios (Kattukallil).

## Territorio
L'eparchia estende la sua giurisdizione sui fedeli cattolici di rito siro-malankarese del distretto di Pathanamthitta nello stato indiano del Kerala.
Sede eparchiale è la città di Pathanamthitta, dove si trova la cattedrale di San Pietro.
Il territorio è suddiviso in 100 parrocchie.

## Storia
L'eparchia è stata eretta il 25 gennaio 2010, ricavandone il territorio dall'arcieparchia di Trivandrum.

## Cronotassi dei vescovi
Si omettono i periodi di sede vacante non superiori ai 2 anni o non storicamente accertati.
- Yoohanon Chrysostom Kalloe (25 gennaio 2010 - 7 giugno 2019 ritirato)
- Samuel Mar Irenios (Kattukallil), succeduto il 7 giugno 2019

## Statistiche
L'eparchia nel 2021 contava su una popolazione di 1.361.500 persone 41.000 battezzati, corrispondenti al 3,0% del totale.
| anno | popolazione | popolazione | popolazione | presbiteri | presbiteri | presbiteri | presbiteri                | diaconi | religiosi | religiosi | parrocchie |
| anno | battezzati  | totale      | %           | numero     | secolari   | regolari   | battezzati per presbitero | diaconi | uomini    | donne     | parrocchie |
| ---- | ----------- | ----------- | ----------- | ---------- | ---------- | ---------- | ------------------------- | ------- | --------- | --------- | ---------- |
| 2010 | 36.200      | 1.234.016   | 2,9         |            |            |            |                           |         |           |           | 100        |
| 2012 | 37.793      | 1.268.000   | 3,0         | 68         | 63         | 5          | 555                       |         | 5         | 109       | 100        |
| 2013 | 38.010      | 1.231.577   | 3,1         | 70         | 65         | 5          | 543                       |         | 5         | 109       | 100        |
| 2016 | 38.800      | 1.280.000   | 3,0         | 80         | 74         | 6          | 485                       |         | 6         | 88        | 100        |
| 2019 | 40.420      | 1.333.500   | 3,0         | 76         | 70         | 6          | 531                       |         | 6         | 102       | 100        |
| 2021 | 41.000      | 1.361.500   | 3,0         | 86         | 80         | 6          | 476                       |         | 6         | 118       | 100        |